# Heilandskirche (Scheibbs)

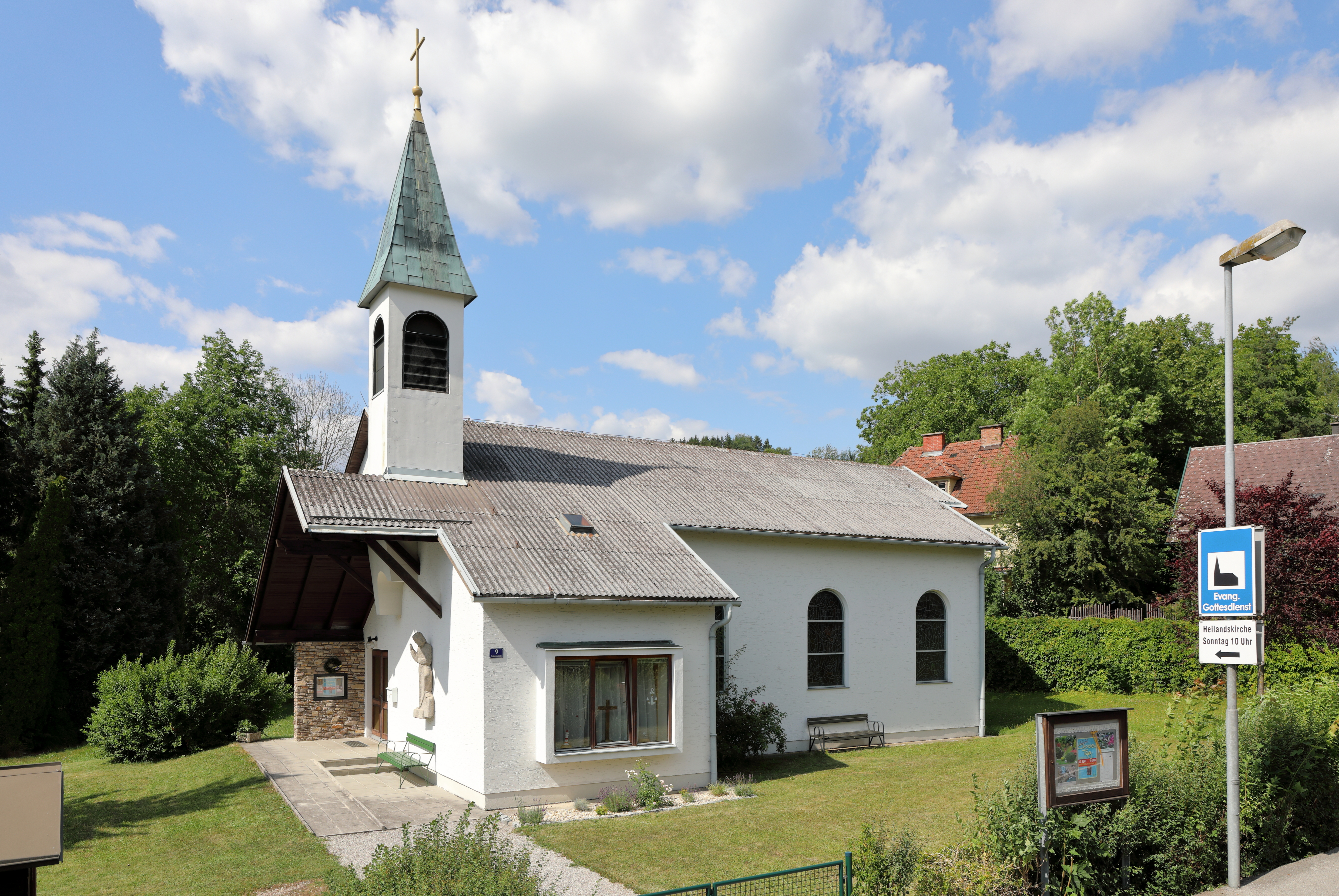
Heilandskirche in Scheibbs

Die Heilandskirche Scheibbs ist eine evangelische Kirche in der niederösterreichischen Stadt Scheibbs. Sie befindet sich in der St. Georgner Straße 9 und gehört zur Evangelischen Pfarrgemeinde A. und H.B. Melk-Scheibbs.

## Geschichte
Vor dem Bau der Kirche mussten die Gottesdienste im Rathaussaal bzw. in der Schule abgehalten werden, daher gab es bereits seit der Jahrhundertwende Bestrebungen eine Kirche zu errichten. 1953 wurde ein Baugrund erworben und 1960 entschied man sich die Kirche nach einem Entwurf des Scheibbser Architekten Oskar Scholz zu realisieren. 1963 fand eine vom Land genehmigte Haussammlung im Bezirk statt, die es ermöglichte, dass mit dem Bau der Kirche begonnen werden konnte. Am 5. Juli 1964 erfolgte die Grundsteinlegung und am 25. August 1968 fand durch den Bischof der Evangelischen Kirche Gerhard May die feierliche Einweihung statt.

## Beschreibung
Das Kirchengebäude ist ein schlichter Saalbau mit Satteldach, Dachreiter und Rundbogenfenstern. Die Buntglasfenster gestaltete der Wiener Akademieprofessor Günther Baszel. Im Westen der Kirche steht eine Christus-Statue aus der Bauzeit.